# Cruz Ociel Gärtner Restrepo
Cruz Ociel Gärtner Restrepo (Riosucio, Caldas, 1940 – Manizales, 5 de abril de 2020) fue un educador, poeta, escritor y político colombiano, reconocido por su destacada labor en la literatura matachinesca del Carnaval de Riosucio, Caldas. Se desempeñó como alcalde de Riosucio entre 2001 y 2003 y fue condecorado con el Cordón del Carnaval en 2005, la máxima distinción otorgada por esta festividad.

## Biografía
Cruz Ociel Gärtner Restrepo nació en Riosucio, Caldas, en 1940. Obtuvo una licenciatura en Física y Matemáticas en la Universidad Libre y otra en Español y Literatura en la Universidad Tecnológica de Pereira. Durante más de 35 años ejerció la docencia en instituciones como la Escuela Francisco de Paula Santander y el Instituto Nacional Los Fundadores. Falleció el 5 de abril de 2020 en Manizales, a los 80 años, tras sufrir un accidente cerebrovascular.

## Trayectoria educativa
Se destacó como docente en Riosucio, formando generaciones de estudiantes en física, matemáticas, español y literatura. Participó activamente en eventos culturales y educativos como el Encuentro de la Palabra de Riosucio.

## Gestión pública
Fue elegido alcalde de Riosucio para el periodo 2001–2003. Durante su mandato enfrentó amenazas por parte de grupos armados ilegales, incluyendo un secuestro antes de su posesión y un atentado posterior en 2002. A pesar de ello, culminó su administración y fue valorado por su compromiso con la cultura y la educación.

## Obra literaria
Fue autor de dos libros:
- Y el Carnaval se hizo poesía – recopilación de 50 años de su trabajo en el Carnaval de Riosucio.
- Intento de un acercamiento al soneto universal – análisis y creación de sonetos con prólogos de destacados académicos.[3]

## Aportes al Carnaval de Riosucio
Desde 1967 hasta 2017 escribió las letras de más de 110 cuadrillas, además de decretos y saludos al Diablo. Fue considerado un referente de la literatura matachinesca, con un estilo irónico, crítico y humorístico.

## Reconocimientos
En 2005 recibió el Cordón del Carnaval, la máxima distinción del Carnaval de Riosucio. Fue homenajeado en vida por su comunidad y recordado póstumamente como uno de los grandes matachines del pueblo.

## Legado
Su hijo Andrés Felipe Gärtner Trejos ha continuado su legado en el Carnaval y en el Encuentro de la Palabra. Su obra permanece como testimonio cultural y literario del pueblo de Riosucio.